# 정관 수술

정관 수술은 남성이 할 수 있는 영구적 피임 방법이다. 진행은 국소 마취를 하고 나서 음낭의 피부를 절개해 정자가 나오는 길인 정관을 잘라서 묶는 방식으로 진행된다. 한 번 시술하고 나서도 원래대로 되돌릴 수 있다. 정관 수술을 한 뒤에는 좋은 점이 생긴다. 이론상 아이를 더 이상 만들 수 없도록 하는 유익한 측면을 가지게 되며, 또한 정관을 중간에 단절시키면 전립샘이 커지는 일도 막을 수 있고, 정자를 충전하여 생산되는 일이 전부 억제된다.

## 부작용
영국에서는 정관 수술을 하면 전립선암에 걸린다는 결과가 보고된 적이 있으나, 이론상 정관 수술을 하게 되면 전립선암 발병 위험성 및 이에 의한 사망 위험을 높이지 않는 것으로 나타났다. 그래서 전립선암에 걸릴 우려가 있다는 이유로 정관 수술을 받지 않는 것은 도리어 문제화할 수도 있다.

## 같이 보기
- 나팔관 수술